# Emortualis
Emortualis ist eine italienische Death-Metal-Band aus Novara, die 1989 unter dem Namen Hellraiser gegründet wurde, sich 1993 auflöste und seit 2014 wieder aktiv ist.

## Geschichte
Die Band wurde 1989 unter dem Namen Hellraiser gegründet. Nach ein paar Proben wurde ein erstes Demo 1991 unter dem Namen Written by Death aufgenommen. Es folgten Auftritte im Nordwesten Italiens zusammen mit lokalen Bands. Während eines Auftritts mit Alligator wurde ein Live-Demo aufgenommen. 1993 kam es zur Auflösung aufgrund von persönlichen Problemen. 2009 erschien über Huginn Productions die Kompilation Re-Writted by Death (After 16 Years of Tomb).
2014 fand sich die Gruppe wieder mit veränderter Besetzung zusammen. Der Bassist und Sänger Marco „M.“ De Rosa, der Schlagzeuger Fa und der Gitarrist Azmodan verblieben von der alten Besetzung. Als weiterer Gitarrist stieß im Januar 2016 AS hinzu. Kurz darauf begab sich die Band in das dEN Studio, um dort die EP Biological aufzunehmen. Die Veröffentlichung fand 2017 über The Spew Records, einem Sub-Label von Punishment 18 Records, statt.

## Stil
James Peterson von metal-temple.com ordnete die Band in seiner Rezension zu Biological dem Death Metal zu. Die Gruppe spiele dieses Genre im typisch italienischen Stil und lasse sich zwischen Fleshgod Apocalypse, Hour of Penance und Hideous Divinity einordnen. Die genannten Bands würden wie Nile und Behemoth auf einen überwältigenden Produktionsklang, eine hohe Spielgeschwindigkeit, Einflüsse aus dem Black Metal und Riffs mit Tremolo-Picking setzen, worauf Emortualis jedoch verzichte. Vielmehr spiele sie rohen klassischen Death Metal, der komplett frei von Computerbearbeitungen sei, im Stil der 1990er Jahre. Peterson zog dabei einen Vergleich zu Haemorrhage. Das Songmaterial sei sehr schlecht abgemischt und habe eher Demoqualität. Gelegentlich setze die Gruppe auch Klargesang ein.

## Diskografie
- 1991: Written by Death (Demo, Eigenveröffentlichung)
- 1992: Live Carnage (Demo, Eigenveröffentlichung)
- 2009: Re-Writted by Death (After 16 Years of Tomb) (Kompilation, Huginn Productions)
- 2017: Biological (EP, The Spew Records)